# Lewis Capaldi

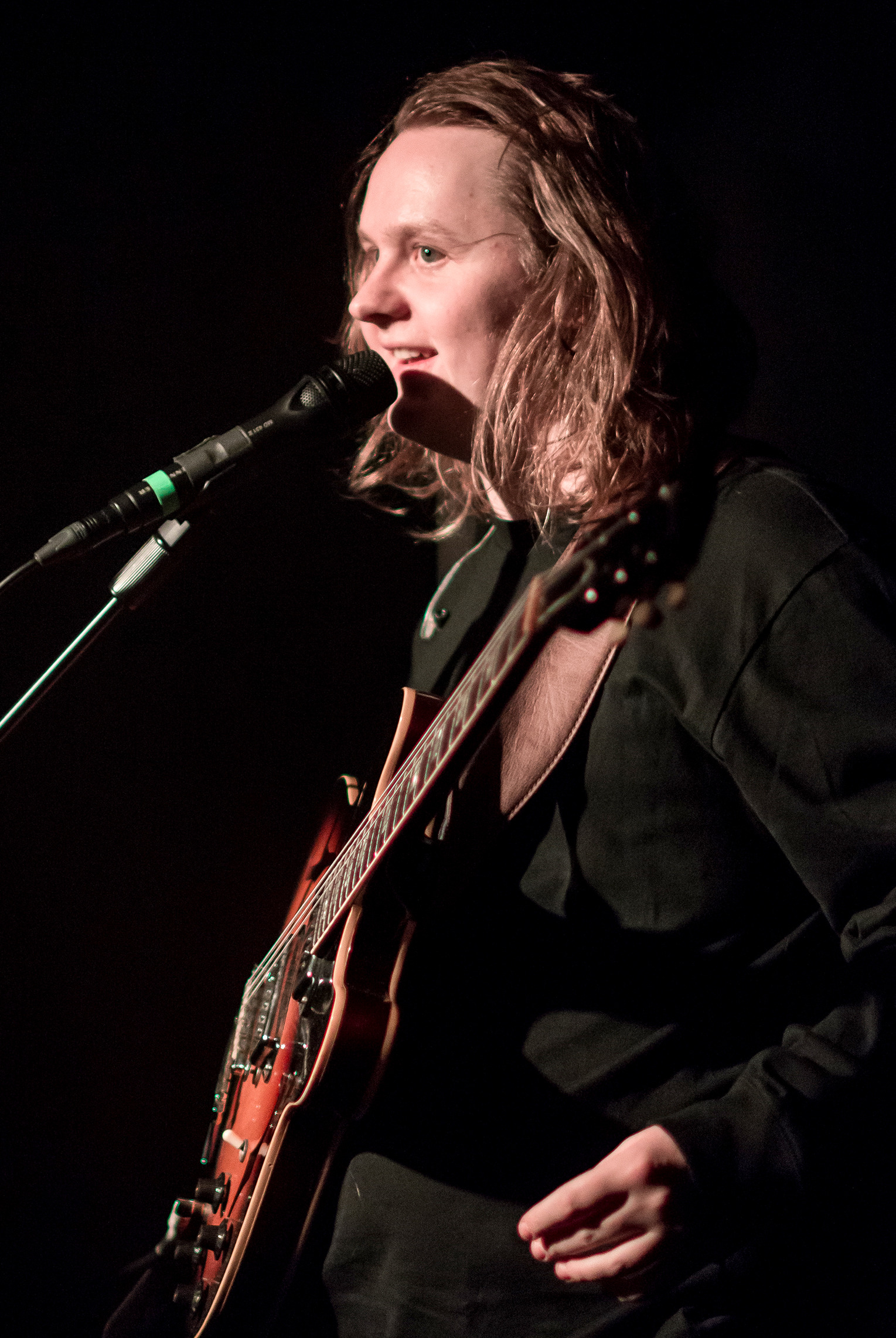
Lewis Capaldi (2018)

Lewis Capaldi (n. 7 octombrie 1996, Glasgow ) este un cântăreț și compozitor scoțian.

## Carieră
Capaldi a primit lecții de chitară la vârsta de nouă ani și de la doisprezece, își face apariția ca cântăreț în pub-uri.
Pe 31 martie 2017 a lansat prima sa melodie Bruises. Cântecul a fost într-un timp scurt redat internațional de aproape 28 de milioane de ori pe Spotify.  La scurt timp după aceea, el a semnat un contract cu Virgin Records si Capitol Records  și a publicat pe 20  octombrie 2017 primul său EP Bloom  în colaborare cu producătorul premiat cu Grammy, Malay.
La Music Award 2017 scoțian, a fost numit Breakthrough Artist of the Year. 
În prima jumătate a anului 2018, a făcut un turneu prin America de Nord și Europa și apoi a lansat single-urile sale, Rush și Though. Single-ul său, din noiembrie 2018,  Someone You Loved a fost plasat în 2019, în topul britanic (UK music charts) pe primul loc.

## Premii pentru vânzări
| Discul de aur - Norvegia - 2019: pentru single-ul Someone You Loved - Suedia - 2019: pentru single-ul Someone You Loved |

## Legături externe
- website
- Lewis Capaldi's channel pe YouTube